# Kenneth Nysæther
Kenneth Nysæther (Drammen, 17 februari 1970) is een Noors voormalig voetballer die als aanvaller speelde.
Nysæther begon in 1989 bij Lillestrøm, waarmee hij direct landskampioen werd, en speelde vervolgens voor Vålerenga en Strømsgodset, waarmee hij de Noorse voetbalbeker 1991 won, voor hij in 1992 terugkeerde bij Lillestrøm waar hij dat seizoen elf doelpunten maakte. Nysæther ging naar Nederland waar hij tot medio 1994 in totaal 17 doelpunten in 32 wedstrijden maakte voor Fortuna Sittard in de Eredivisie. Ook een terugkeer bij Vålerenga waar hij tot eind 1996 speelde was een succes. In 1997 speelde Nysæther eerst voor Ham-Kam voor hij wederom terugkeerde bij Lillestrøm. Daar belandde hij uiteindelijk in de lagere teams en hij bouwde af op amateurniveau. Nysæther speelde eenmaal voor het Noors voetbalelftal onder 21.